# 丁氏 (吴翼之母)
丁氏，南朝齐女性人物，会稽郡永兴县（今浙江省杭州市萧山区）吴翼之的母亲。
她性情仁爱，年轻时丈夫去世。遭年荒，将衣食分给里中饥饿之人，邻里求借，没有不借的时候。同里陈穰父母去世，孤单无亲戚，丁氏将他收养，陈穰长大后，又为他操办婚娶。同里王礼之妻徐氏，荒年在山阴客死，丁氏为她买棺木，亲自前往敛葬。元徽末年，天降大雪，商旅断行，村里家家饥饿，丁氏拿出盐米，按人口分给他们。同里左侨一家死了四口，无钱安葬，丁氏为他们置办坟冢棺椁。赋税、劳役都无力缴纳的人，她代为缴纳、输送。丁氏大儿媳王氏守寡立志不再嫁。永明元年，州郡上奏朝廷，齐武帝下诏表彰门闾，蠲免租税。